# Tulburare de personalitate obsesiv-compulsivă
Tulburarea de personalitate obsesiv-compulsivă (TPOC) este o tulburare de personalitate ce se caracterizează printr-un model general sau preocupare excesivă pentru ordine, perfecționism, atenție la detalii, control interpersonal și mental și nevoie de control asupra mediului propriu, ceea ce interferează cu flexibilitatea personală, deschiderea spre experiențe și eficiență, precum și interferență în relații.
Dependența de muncă și avariția sunt adesea observate la cei cu această tulburare de personalitate. Persoanele afectate de această tulburare pot găsi dificil să se relaxeze, mereu simțind că timpul zboară în privința activităților lor și că este nevoie de mai mult efort pentru obținerea scopurilor lor. Își pot planifica activitățile la minut – o manifestare a tendinței compulsive de a păstra controlul asupra mediului și de displacere a evenimentelor neprevăzute ca elemente din afara controlului lor.
Se crede că cauzele TPOC implică o combinație de factori genetici și de mediu. Este o tulburare diferită de tulburarea obsesiv-compulsivă (TOC), iar relația dintre cele două este discutabilă. Unele (dar nu toate) studiile au găsit rate înalte de comorbiditate între cele două tulburări și că ambele pot împărți asemănări exterioare – comportamente rigide și similare ritualurilor, de exemplu. Adunarea și păstrarea, ordinea și nevoia de simetrie și organizare sunt adesea observate la oameni cu ambele tulburări. Atitudinile legate de aceste tulburări diferă între oamenii afectați de oricare dintre tulburări: pentru oamenii cu TOC, aceste comportamente sunt nedorite și văzute drept nesănătoase, fiind produsul unor gânduri involuntare și producătoare de anxietate, pe când pentru oamenii cu TPOC ele sunt egosintonice (adică, sunt percepute de subiect ca raționale și dezirabile), fiind consecință a, de exemplu, unei puternice aderențe la rutine, o încinație naturală spre prudență sau dorința de a obține perfecțiunea. 
TPOC se manifestă la în jur de 2–8% din populația generală și la 8–9% din pacienții externi psihiatrici. Tulburarea se manifestă mai des la bărbați.

## Semne și simptome
Principalele simptome observate ale TPOC sunt (1) preocupare legată de memorarea evenimentelor trecute, (2) atragerea atenței la detalii minore, (3) conformitate excesivă în privința uzanțelor, regulilor și regulamentelor sociale, (4) compulsie nejustificată legată de luarea de notițe sau facerea de liste și programe și (5) rigiditate în privința credințelor proprii sau (6) manifestarea unui nivel nerezonabil de perfecționism care poate eventual interfera cu îndeplinirea unei sarcini aflate la îndemână. 
Simptomele TPOC pot cauza niveluri diferite de suferință pentru perioade variate de timp (tranzitorie, acută sau cronică) și pot interfera cu viața profesională, socială și romantică a bolnavului.

### Obsesii
Unii bolnavi de TOC manifestă o nevoie obsesivă pentru curățenie, de obicei combinată cu o preocupare obsesivă pentru ordine. Această tendință obsesivă le poate face viața mai dificilă. Deși acest tip de comportament obsesiv poate contribui la o senzație de „control al anxietății personale”, tensiunea poate continua să existe. Din contra, subiecții cu TPOC pot tinde să nu-și organizeze lucrurile și pot deveni adunători și păstrători compulsivi. Aceasta se datorează eforturilor lor de a curăța împrejurimile, care pot fi efectiv împiedicate de cantitatea de dezordine pe care persoana încă plănuiește să o organizeze în viitor. 
În realitate, subiecții cu TPOC pot fi niciodată obsedați de curățenie și organizare, mai ales că devin tot mai ocupați cu volumul lor de muncă și așadar stresul lor se întoarce treptat spre ceea poate fi descris ca anxietate. Anxietatea este o tulburare cunoscută pentru îngrijorare excesivă și neașteptată ce are impact negativ asupra rutinelor și vieții de zi cu zi a individului.

### Rigiditate
Percepția acțiunilor și convingerilor proprii sau ale altora tind să fie polarizate în „corect” sau „greșit”, cu limită mică sau inexistentă între cele două. Pentru oamenii cu această tulburare, rigiditatea poate încorda relațiile interpersonale, cu frustrare ocazională care se transformă în furie și chiar grade variate de violență. Aceste fenomen este cunoscut ca dezinhibare.

### Condiții asociate

#### Tulburare obsesiv-compulsivă
TPOC este adesea confundată cu tulburarea obsesiv-compulsivă (TOC). În ciuda numelor asemănătoare, sunt două tulburări diferite – TOC este o tulburare de anxietate, iar TPOC este o tulburare de personalitate. Unii indivizi cu TPOC pot avea TOC și ambele pot fi găsite uneori în aceeași familie, uneori alături de tulburări de alimentație. În general, oamenii cu TPOC nu simt nevoia de a îndeplini acțiuni ritualice – o simptomă obișnuită a TOC – și de obicei găsesc plăcere în perfecționarea unei trebi, în timp ce oamenii cu TOC sunt adesea mai necăjiți după acțiunile lor. 
Unele simptome ale TPOC le au și cei ce suferă de TOC. De exemplu, perfecționismul, adunarea și păstrarea și preocuparea cu privire la detalii (care sunt trei caracteristici ale TPOC) se întâlnesc la oamenii cu TOC și nu și la cei care n-au TOC, indicând o relație particulară între cei cu trăsături ale TPOC și TOC. Inversul este de asemenea adevărat: unele simptome TOC par a avea asemănări strânse cu cele ale TPOC. Acesta este cazul pentru simptomele de verificare, ordine și simetrie. Cei cu TPOC care au și TOC este mai probabil să manifeste obsesii și compulsii legate de simetrie și organizare. Simptomele legate de spălatul pe mâini, care sunt printre cele mai obișnuite simptome ale TOC, nu au cine-știe-ce legătură cu TPOC, din contra. 
Există asemănări semnificative între simptomele TOC și ale TPOC, care pot duce la complicații în a le distinge la nivel clinic. De exemplu, perfecționismul este un criteriu al TPOC și un simptom al TOC dacă implică nevoia de ordine, simetrie și organizare. Adunarea și păstrarea este de asemenea considerată atât o compulsie a TOC cât și un criteriu pentru TPOC în DSM-IV. Chiar dacă TOC și TPOC sunt tulburări aparent separate, sunt legături clare între cele două în ce privește anumite simptome.
În ciuda asemănărilor dintre criteriile TPOC și compulsiile constatate la TOC, există diferențe calitative între aceste tulburări, mai ales în privința părții funcționale a simptomelor. Spre deosebire de TPOC, TOC este descrisă prin obiceiuri și obsesii invadatoare, stresante și care consumă timp, care au scopul de a reduce stresul legat de obsesii. Simptomele TOC sunt uneori văzut ca egodistonice deoarece sunt experimentate ca ostile și respingătoare persoanei. Prin urmare, este o mai mare anxietate mentală asociată cu TOC.
Din contra, simptomele manifestate de TPOC, deși sunt repetitive, nu sunt legate de gânduri, imagini sau impulsuri respingătoare. Trăsăturile și comportamentele TPOC sunt cunoscute ca egosintonice, întrucât oamenii cu această tublurare le văd ca adecvate și corecte. Pe de altă parte, trăsăturile principale ce constau în perfecționism și rigiditate pot avea ca rezultat suferința considerabilă a individului cu TPOC ca consecință a nevoii asociate de control.
Un studiu din 2014 a găsit o altă diferență dintre TPOC și TOC: cei afectați de TPOC, indiferent de prezența TOC-ului comorbid, sunt mai rigizi în comportament și au mai multă gratificație întârziată decât cei afectați de TOC sau cei fără tulburări. Gratificația întârziată este o măsură a controlului de sine; ea exprimă capacitatea de a suprima impulsul de a urmări mai multă gratificație imediată pentru a obține mai multe răsplăți în viitor.
Studiile recente care au utilizat criteriile DSM-IV au găsit în repetate rânduri mai mari rate de TPOC la persoanele cu TOC, fiind vorba de aproximativ între 23% și 32% din persoanele cu TOC. Unele date sugerează că ar putea fi specificitate în legătura dintre TOC și TPOC. Ratele de TPOC sunt în mod consistent mai mari la persoanele cu TOC decât la persoanele fără tulburări dacă ne bazăm pe criteriile DSM-IV.

#### Sindromul Asperger
Există suprapuneri și asemănări considerabile între sindromul Asperger și TPOC, precum facerea de liste, aderarea rigidă la reguli și aspectele obsesive ale sindromului Asperger, deși primele pot fi distinse de TPOC în special în privința comportamentelor afective, abilităților sociale mai slabe, dificultăților legate de teoria minții și interese intelectuale intense e.g. abilitatea de a-și reaminti fiecare aspect al unui hobby. Un studiu din 2009 ce a implicat persoanele adulte autiste a constatat că 40% din cei diagnosticați cu sindromul Asperger au îndeplinit cererile de diagnostic pentru TPOC co-morbid.

#### Tulburări de alimentație
Personalitățile rigide sunt asociate adesea cu tulburările de alimentație, mai ales anorexia nervoasă. Anorexia nervoasă este o tulburare de alimentație care se caracterizează prin cantități excesive de restricții legate de consumul de mâncare din frica de a crește în greutate. Mulți oameni care experimentează această tulburare experimentează de asemenea dismorfofobia. Divergențele dintre diferite studii cu privire la incidența TPOC în rândul anorexicilor și bulimicilor a fost constatat, ceea ce poate oglindi în parte diferențele de metodologie alese de diferite studii, precum și dificultățile în a diagnostica tulburările de personalitate. În tabelul de mai jos, rezultatele prezintă frecvența TPOC în rândul anorexicilor (subtip non-specific, AN), anorexicilor limitativi (RAN), anorexicilor binge/purge, precum și a anorexicilor cu o istorie de bulimie nervoasă (BPAN) și a bulimicilor cu greutate normală (BN).
| Studiu                  | AN  | RAN   | BPAN      | BN  |
| ----------------------- | --- | ----- | --------- | --- |
| Arderluh et al. (2009)  |     | 71.4% | 46.7%—64% | 40% |
| Halmi et al. (2005a)    |     | 31%   | 32%       | 24% |
| Halmi et al. (2005b)    |     | 6%    | 11-13%    | 0%  |
| Anderluh et al. (2003)  | 61% |       |           | 46% |
| Matsunaga et al. (1999) |     | 43.8% | 25%       | 25% |

Indiferent de răspândirea TPOC complete printre subiecții cu tulburări de alimentație, prezența acestei tulburări de personalitate și a caracteristicilor sale s-a constantat că sunt corelate în mod categoric cu o listă de complicații ce țin de tulburările de alimentație în contrast cu trăsăturile impulsive – cele legate de tulburarea de personalitate histrionică, de exemplu – care prezic un mai bun rezultat de pe urma tratamentului. OCPD predicts more severe anorexic symptoms, worse remission rates, and the presence of aggravating behaviors such as compulsive exercising. Compulsive exercising in eating disordered samples, along with smaller lifetime BMI and illness duration among anorexics, also correlates positively and significantly with an important OCPD trait: perfectionism.
Perfectionism has been linked with anorexia nervosa in research for decades. A researcher in 1949 described the behavior of the average anorexic girl as being "rigid" and "hyperconscious", observing also a tendency to "[n]eatness, meticulosity, and a mulish stubbornness not amenable to reason [which] make her a rank perfectionist". Perfectionism is a life enduring trait in the biographies of anorexics. It is felt before the onset of the eating disorder, generally in childhood, during the illness, and also, after remission. The incessant striving for thinness among anorexic women is itself a manifestation of this trait, of an insistence upon meeting unattainably high standards of performance. Because of its chronicity, those with eating disorders also display perfectionistic tendencies in other domains of life than dieting and weight control. Over-achievement at school, for example, has been observed among anorexics, as a result of their over-industrious behavior.
A Swedish study found that hospitalization for eating disorders was around twice more common among girls who took advanced courses and achieved high average grades than among those who had medium or low grades. The link with over-achievement was particularly high among those hospitalized for AN, which was 3.5 times as common among those with high grades as in those with other grade levels. In some individuals with bulimia nervosa, the seemingly conflicting traits of impulsivity and perfectionism are present.
Apart from perfectionism, other OCPD traits have been observed in the childhoods of those with eating disorders in much higher frequency than among control samples, including among their unaffected sisters.
| Childhood OCPD trait   | AN  | RAN   | BPAN  | BN    | OCPD  | OCPD+OCD | OCD (without OCPD) | Sisters of anorexics | Control samples |
| ---------------------- | --- | ----- | ----- | ----- | ----- | -------- | ------------------ | -------------------- | --------------- |
| Perfectionism          | 78% | 65.4% | 72.2% | 50.0% | 85.2% | 67.9%    | 42.9%              | 31%                  | 0—24%           |
| Inflexibility          | 31% | 76.9% | 61.1% | 25.0% | 66.7% | 50.0%    | 32.1%              | 9%                   | 0—5%            |
| Rule-bound trait       | 41% | 61.5% | 77.8% | 50.0% |       |          |                    | 22%                  | 15—17.9%        |
| Doubt and cautiousness | 28% | 27.3% | 46.7% | 21.4% |       |          |                    | 3%                   | 0—5%            |
| Order and symmetry     | 6%  | 38.5% | 31.3% | 10.7% | 66.7% | 46.4%    | 17.9%              | 3%                   | 0—3.6%          |

Like those afflicted with OCPD, anorexics and bulimics also tend to have a great need for order and symmetry in their activities and surroundings, something seen in their relationship with a third disorder, OCD. Eating disorders are largely comorbid with OCD; with some studies showing that OCD symptoms are nearly as severe among anorexics as among a classic OCD sample, and that this remains so even after discounting food- and weight-related obsessions and compulsions.
Those with eating disorders are less likely, however, to develop the multi-object obsessions and compulsions of people with classic OCD, who self-report symptoms related to a multitude of themes such as violence, sex, washing, moral taboos etc. The symptoms of both anorexics and bulimics, however, tend to be more restricted to symmetry and orderliness concerns. The same has been noted in samples afflicted with comorbid OCPD and OCD, who are more likely harbor obsessions and compulsions about symmetry and order than those have OCD only.
At least one paper has made an explicit link between OCPD and the OCD symptoms endorsed by anorexics, noticing that in the samples under study –  one with both restrictive anorexia and OCD and another with OCD but no present eating disorder –  those with comorbid AN and OCD were more likely to be diagnosed with OCPD than those with OCD only (38.1% vs 8.7%). In a larger sample which included anorexic bingers and normal weight bulimics, it was found that all three eating disordered groups were more likely to develop symptoms about order and symmetry than the OCD-only group. Among women recovered from AN, orderliness concerns remain higher than among control samples without an eating disorder history.
The obsessive compulsive personality traits of over-attention to details and inflexibility have also been found in cognitive testing of anorexics; this group, compared to healthy controls, will display average to above average performance in tests requiring accuracy and the avoiding of errors but poorly on tests requiring mental flexibility and central coherence, i.e., the ability to integrate details of information into a bigger narrative. Over-attention to details among anorexics and weak central coherence are linked with a well-known cognitive failure in this group, that of missing "the big picture", a characteristic also of the cognitive style of those with OCPD.
Both anorexics and non-eating disordered OCPD samples have also been found to share the trait of increased self-control, an above average ability to delay gratification in the name of a greater good to be received in the future. Among anorexics specifically, this trait is manifested in their capacity to repress a key natural urge, that of satisfying hunger, in order to be 'rewarded' with weight loss. In a 2012 paper, it was verified that this trait exists among anorexics also beyond food and weight themes. The anorexics, especially those of the restricting type, were observed to save money handed to them by researchers more persistently than a control sample of healthy women.
A similar experiment was tested on four non-eating disordered samples—one with OCPD only, another from OCD only, a third afflicted with both OCPD and OCD, and a sample of healthy controls. Delayed gratification was found to be pronounced among those with OCPD but not those with OCD only or the control samples, who had similar performances to one another. Delayed gratification, they found, was highly correlated with the severity of OCPD, i.e., the greater the capacity to delay gratification in a person afflicted with OCPD, the more impairing was the disorder. As the authors noticed, while many psychiatric disorders—substance abuse, for example—may be marked by impulse deregulation, OCPD and anorexia nervosa stand out as the only disorders shown to spring forth from the opposite quality: excessive self-control.
Some family studies have also found a close genetic link between OCPD and anorexia. Lilenfeld et al. 1998, compared for a variety of psychiatric diagnoses three sets of women—one suffering from the restricting type of anorexia nervosa, another from bulimia nervosa, and a group of control women without an eating disorder—plus their respective relatives unaffected by eating disorders. They found a much higher incidence of OCPD among anorexics and their relatives (46% and 19%, respectively) than in the control samples and the latter's own relatives (5% and 6%, respectively). Additionally, the rates of OCPD among relatives of anorexics with that personality disorder and those without it were about the same—evidence, in the authors' words, "suggesting shared familial transmission of AN and OCPD".
In this study, bulimics and their relatives were not found to have elevated rates of OCPD (4% and 7%, respectively). Strober et al. 2007, in a similarly intended study, also found much higher incidence of OCPD among relatives of restrictive anorexics than among relatives of a normal control sample (20.7% vs. 7%). Along with diagnoses of OCD and generalized anxiety disorder, OCPD was the one that best distinguished between the two groups.

### Depresia
Persoanele cu TPOC adesea sunt înclinați spre pesimism general și/sau spre anumite forme de depresie. Acest fapt poate fi uneori atât de serios încât se ajunge la riscul de suicid. Într-adevăr, un studiu sugerează că tulburările de personalitate sunt sursă a morbidității psihiatrice. Ele pot cauza mai multe probleme de funcționare decât un episod depresiv major.

## Cauze
Se crede că cauza TPOC implică o combinație de factori genetici și de mediu. Potrivit teoriei genetice, oamenii cu o formă a genei DRD3 vor dezvolta probabil TPOC și depresie, mai ales dacă sunt bărbați. Dar fenomenele genetice pot fi inactive până sunt declanșate de evenimente din viața celor predispuși la TPOC. Printre aceste evenimente putem numit stiluri părintești care constituie supra-implicare și/sau supra-protecție, precum și traume din copilărie. Traumele care pot duce la TPOC pot constitui abuz fizic, emoțional sau sexual sau alte traume psihologice. Potrivit teoriei de mediu, TPOC este un comportament învățat. Este nevoie ca cercetările viitoare să determine importanța corespunzătoare a factorilor genetici și de mediu. 

## Diagnostic

### DSM
A cincea ediție a Diagnostic and Statistical Manual of Mental Disorders (DSM-5), manual utilizat pe scară largă pentru diagnosticarea tulburărilor mentale, definește tulburarea obsesiv-compulsivă (în Axa II Cluster C) ca un exemplu larg de preocupare legată de perfecționism, ordine și control interpersonal și mental, cu costul eficienței, flexibilității și a francheței. Simptomele trebuie să apară în maturitatea timpurie și în mai multe contexte. Cel puțin patru din următoarele trebuie să fie prezente:
| “ | 1. Este preocupat de detalii, reguli, liste, ordine, organizare sau programe până în punctul în care punctul principal al activității este pierdut. 2. Prezintă perfecționism care interferează cu îndeplinirea sarcinii (e.g., este incapabil să termine un proiect din cauza că standardele sale foarte stricte nu sunt îndeplinite). 3. Este excesiv de devotat lucrului și productivității încât exclude activitățile relaxante și prieteniile (nu se ia în considerare în caz de necesitate economică evidentă). 4. Este hiperconștiincios, scrupulos și rigid în chestiuni ce țin de moralitate, etică sau valori (nu se în considerate în caz de identificare culturală sau religioasă). 5. Este incapabil să renunțe la obiecte uzate sau inutile chiar dacă n-au nici o valoare sentimentală. 6. Este ezitant în a delega sarcini sau a lucra cu alții până nu acceptă cu exactitate modul său de a face lucrurile. 7. Adoptă un stil zgârcit de cheltuială în privința sa și a altora; banii sunt văzuți drept ceva ce trebuie păstrat pentru catastrofe viitoare. # Manifestă rigiditate și încăpățânare. | ” |

#### Critică
De când DSM-IV-TR a fost publicat în 2000, unele studii au găsit cusururi în privința acoperirii TPOC. Un studiu din 2004 a contestat utilitatea tuturor criteriilor cu excepția a trei: perfecționismul, rigiditatea și încăpățânarea, zgârcenia. Un studiu din 2007 a găsit că TPOC este din punct de vedere etiologic distinct de tulburările de personalitate evitantă și dependentă, sugerând că este incorect caracterizată ca tulburare de Cluster C. 

### OMS
ICD-10 al Organizației Mondiale a Sănătății utilizează termenul tulburare de personalitate anankastică (F60.5). Anankastic este derivat din cuvântul grecesc ἀναγκαστικός (Anankastikos: "compulsie").

Aceasta se caracterizează prin cel puțin patru din următoarele: 
| “ | 1. senzații de prudență și îndoială excesivă; 2. preocupare legată de detalii, reguli, liste, ordine, organizare sau programe; 3. perfecționism care interferează cu îndeplinirea sarcinilor; 4. exces de conștiinciozitate, scrupulozitate și preocupare exagerată legată de productivitate ajungându-se la excluderea plăcerii și a relațiilor interpersonale; 5. exces de pedantism și aderență la convențiile sociale; 6. rigiditate și încăpățânare; 7. insistență nerezonabilă a individului pe faptul că alții trebuie să execute cu exactitate modul său de a face lucrurile sau ezitare nerezonabilă în a-i lăsa pe alții să facă treburi; 8. intruziunea de gânduri sau impulsuri insistente și nedorite. | ” |

Include:
- personalitatea (tulburarea) compulsivă și obsesivă;
- tulburarea de personalitate obsesiv-compulsivă.

De asemenea, exclude:
- tulburarea obsesiv-compulsivă.

Există o cerință a ICD-10 ca un diagnostic a oricărei tulburări de personalitate să satisfacă de asemenea un set de criterii ale tulburării generale de personalitate.

### Millon's subtypes
Theodore Millon a identificat cinci subtipuri ale personalității compulsive (2004). Orice personalitate compulsivă poate manifesta una sau mai multe din următoarele:
| Compulsiv conștiincios | Include trăsături dependente | Legat de regulă și datorie; zelos, harnic, meticulos, migălos; indecis, rigid; marcat de îndoieli de sine; îi e teamă de erori și greșeli.                                                                                                   |                  |                            |   |                     |                                  | |
| Compulsiv birocratic   | Include trăsături narcisice  | Împuternicit în organizări formale; regulile de grup furnizează identitate și securitate; gata să de ordine, arbitrar, fără imaginație, intruziv, băgăcios, preocupat excesiv de chestiuni puțin importante sau neserioase, închis la minte. |                  |                            |   |                     |                                  | |
| Compulsiv puritan      | Include trăsături paranoide  | - | Compulsiv econom | Include trăsăuri schizoide | - | Compulsiv maltratat | Include trăsături pasiv-agresive | Ambivalențe nerezolvate; se simte necăjit, încurcat, indecis, confuz; împresurat de conflicte, confuzii, frustrări intrapsihice; obsesiile și compulsiile comprimă și controlează emoțiile contradictorii. |

## Tratament
Format:Disputed section
Tratamentul pentru TPOC include psihoterapia, terapia cognitiv comportamentală, terapia comportamentală sau auto-ajutorul. Se pot prescrie medicamente. În cadrul terapiei comportamentale, persoana cu TPOC discută cu psihoterapeutul căi de a schimba compulsiile în comportamente mai sănătoase și productive. Terapia cognitiv analitică este o formă eficientă de terapie comportamentală.
Tratamentul este complicat dacă persoana nu acceptă că are TPOC sau crede că gândurile sau comportamentele sale sunt într-un anumit sens corecte și așadar nu trebuie schimbate. În general nu este recomandat să se utilizeze doar medicamente pentru această tulburare de personalitate. Inhibitorii selectivi de reasimilare a serotoninei (SSRI) pot fi utili alături de psihoterapie prin faptul că ajută persoana cu TPOC să se împotmolească mai puțin în detalii minore și să-și amelioreze felul rigid de a fi.
Există o probabilitate de trei ori mai mare ca persoanele cu TPOC să primească psihoterapie individuală decât persoanele cu tulburare depresivă majoră. Aici sunt rate mai mari de utilizare a asistenței medicale primare. Nu sunt cunoscute studii controlate corespunzător cu privire la opțiunile de tratament pentru TPOC. Mai multe cercetări sunt necesare pentru a cerceta opțiuni mai bune de tratament.

## Epidemiologie
Estimările cu privire la răspândirea TPOC în cadrul populației generale se întind de la 2.1% la 7.9%. Un studiu larg din SUA a constatat o rată de răspândire de 7.9%, de unde reiese că ar fi cea mai obișnuită tulburare de personalitate. Bărbații sunt diagnosticați cu TPOC de două ori mai mult decât femeile. Se poate manifesta la 8–9% din pacienții psihiatrici neinternați.

## Istorie

### Psihanalitic
În 1908, Sigmund Freud a numit ceea este astăzi cunoscut ca tulburare de personalitate anankastică sau obsesiv-compulsivă „caracter memorator anal”. A identificat principalele trăsături ale tipului de personalitate ca fiind o preocupare legată de ordine, parcimonie (economie) și îndărătnicie (rigiditate și încăpățânare). Conceptul stă la baza teoriei sale a dezvoltării psihosexuale. 
TPOC a fost pentru prima dată inclus în DSM-II, în bună măsură pe baza noțiunii lui Sigmund Freud de personalitate obsesivă sau stil de caracter anal-erotic caracterizat prin ordine, parcimonie și încăpățânare.
Criteriile de diagnostic pentru TPOC au trecut prin schimbări considerabile cu fiecare modificare a DSM. De exemplu, DSM-IV a oprit utilizarea a două criterii prezente în DSM-III-R, limitarea exprimării afecțiunii și indecizia, baza acestei schimbări constituind în principal examinările literaturii empirice care a găsit că aceste trăsături nu conțin consistență internă.
De la începutul anilor 1990, cercetări însemnate continuă să descrie TPOC și trăsăturile ei principale, inclusiv tendința ei de a se manifesta în familii cu tulburări de alimentație și chiar de a apărea în copilărie.
Potrivit DSM-IV, TPOC este clasificat ca tulburare de personalitate de 'Cluster C'. A existat o dispută legată de categorisirea TPOC ca tulburare de personalitate de tip Axis II. S-a susținut că este mai specific pentru TPOC să se manifeste alături de tulburări de spectru obsesiv-compulsiv precum TOC, tulburarea dismorfică corporală, adunarea și păstrarea compulsivă, tricotilomania, jupuirea compulsivă a pielii, tulburări legate de ticuri și tulburări de alimentație.
Deși DSM-IV a încercat să facă distincție între TPOC și TOC prin focalizare pe absența obsesiilor și compulsiilor la TPOC, trăsăturile de personalitate  obsesiv-compulsive sunt ușor confundate cu concepții sau valori anormale despre care se consideră că stau la baza TOC. Aspecte ale perfecționismului direcționat spre sine, precum convingerea că soluția perfectă este lăudabilă, disconfortul în cazul în care se simte că treburile nu au fost făcute în totalitate și îndoiala că acțiunile cuiva au fost efectuate corect, au fost de asemenea propuse să fie considerate trăsături de durată ale TOC.
În plus, în probele pe teren ale DSM-IV, majoritatea pacienților cu TOC au relatat că nu sunt siguri dacă simptomele lor obsesiv-compulsive sunt realmente iraționale.